# Луазель, Антуан
Антуа́н Луазе́ль (фр. Antoine Loysel, или фр. Antoine Loisel; 16 февраля 1536 года, Бове — 28 апреля 1617 года) — французский юрисконсульт, ставший знаменитым среди юристов за то, что собрал и систематизировал общие принципы старого французского обычного права; учёный-правовед; писатель. Отец двенадцати детей.
Преемник Антуана Дю Мулена (поэт, доктор права и медицины, 1510—1551 гг.), Антуан Луазель рассматривается как первый «мыслитель» французского права. Выдающийся ученик Жака Куяция (фр.Жак Кюжа́), адвокат, а затем генеральный прокурор при Парижском парламенте.

## Карьера
- Февраль 1560 года:  адвокат в Париже.
- 1564 год: генеральный прокурор в Париже.

Среди его клиентов: герцог Анжуйский, брат короля Генриха III, королева-мать Екатерина Медичи, дом Монморанси, капитул собора Парижской Богоматери...
Он завершает свою карьеру в качестве генерального прокурора при Палате правосудия в Лиможе.
Политически он защитник короля и королевской власти и, следовательно, он считает, что нужно, чтобы право стало правом, исходящим от королевской власти. Он заявляет: пусть обычаи, «наконец, будут приведены к соответствию, основанному единственно на законе», из этого он выводит свой труд — «Обычные институции» (фр. Institutes coutumières). Форма юридических установлений — римская, а основа их коренится в обычаях. Он положит 40 лет жизни на составление этого сборника из 958 правил поведения. Он фиксирует основы французского права, соединяя правила многочисленных обычаев с нормами римского права, — это «выражение французского права в элегантной форме». Наконец, в 1607 году его труд будет завершен.

## Труды
- Из его юридических сочинений особой известностью пользовались:
  - «Institutes coutumières, manuel de plusieurs et diverses reigles, sentences, & proverbes du droit coutumier & plus ordinaire de la France», 1607, par Antoine Loysel — сжатый очерк принципов французского обычного (кутюмного) права. Очерк составлен на основе изучения истории права и сравнения положений, действовавших в различных областях Франции. Систематически расположенные точные, краткие положения (аксиомы) и юридические поговорки, отчасти бывшие уже в ходу, отчасти составленные самим автором, образовали отличительную черту книги. Автор выступил горячим защитником единства французского права. Книга Антуана Луазеля оказала огромное влияние на дальнейшее развитие французского права при короле Людовике XIV, она была положена в основу преподавания французского права наравне с Институциями Юстиниана и послужила образцом для многих последующих работ. Первое издание её появилось в 1607 году в виде приложения к «Институциям» Кокиля, с которыми она составляет превосходное целое, взаимно дополняя друг друга. «Институции» (освещение основ права) выдержали многочисленный ряд изданий; включая в 1846 году, под ред. Dupin и Laboulaye.
  - «Диалог адвокатов» (Pasquier ou Dialogue des advocats du parlement de Paris), написанный по образцу диалога Цицерона «De claris oratoribus», содержал ряд рассуждений об обязанностях и значении адвокатуры.

- Ряд трудов по истории французского права и римскому праву.
- Историко-литературные сочинения:
  - «Poésies latines» (1609)
  - «Mémoires de Beauvoisis» (1652, изд. Joly «Divers opuscules tirés des mémoires de M. A. Loisel»);